# Wodnica (województwo pomorskie)
Wodnica (kaszb. Wësoczi Kam, niem. Hohenstein) – wieś w Polsce położona w województwie pomorskim, w powiecie słupskim, w gminie Ustka.
Wieś jest siedzibą sołectwa Wodnica. Nieoficjalną częścią  miejscowości jest Kolonia Wodnica.
W sąsiedztwie Wodnicy znajduje się rezerwat przyrody Buczyna nad Słupią.
W latach 1975–1998 miejscowość administracyjnie należała do województwa słupskiego.

## Nazwa
Nazwa jest tzw. chrztem nazewniczym o charakterze pseudotopograficznym. Jest utworzona od rzeczownika pospolitego wodnica w znaczeniu „grążel żółty”. Nazwa niemiecka Hohenstein, pierwszy raz wzmiankowana w 1628, ma charakter toponimiczny i jest złożeniem przymiotnika hoch „wysoki” i rzeczownika Stein „kamień, murowany budynek”.
Rada Języka Kaszubskiego proponuje kaszubską formę nazwy Wòdnica.